# Festival cinematografico internazionale di Mosca 1965
La 4ª edizione del Festival cinematografico internazionale di Mosca si è svolta a Mosca dal 5 al 20 luglio 1965.
Il Grand Prix fu assegnato al film ungherese Venti ore diretto da Zoltán Fábri e al film sovietico Natascia - L'incendio di Mosca diretto da Sergej Bondarčuk.

## Giuria
- Sergej Gerasimov ( Unione Sovietica - Presidente della Giuria)
- Veljko Bulajić ( Jugoslavia)
- Zoltán Várkonyi ( Ungheria)
- Marina Vlady ( Francia)
- Mircea Drăgan ( Romania)
- Raj Kapoor ( India)
- Grigorij Kozincev ( Unione Sovietica)
- Jiří Marek ( Cecoslovacchia)
- Czesław Petelski ( Polonia)
- Kiyohiko Ushihara ( Giappone)
- Leonardo Fioravanti ( Italia)
- Fred Zinnemann ( Stati Uniti)
- Kamil Yarmatov ( Unione Sovietica)

## Film in competizione
| Film                                                            | Regista                                                                           | Nazione                                     |
| --------------------------------------------------------------- | --------------------------------------------------------------------------------- | ------------------------------------------- |
| Acteón                                                          | Jorge Grau                                                                        | Spagna                                      |
| De-aș fi... Harap Alb                                           | Ion Popescu-Gopo                                                                  | Romania                                     |
| La grande corsa (The Great Race)                                | Blake Edwards                                                                     | USA                                         |
| Matrimonio all'italiana                                         | Vittorio De Sica                                                                  | Italia, Francia                             |
| Natascia - L'incendio di Mosca (Vojna i mir)                    | Sergej Bondarčuk                                                                  | URSS                                        |
| Venti ore (Húsz óra)                                            | Zoltán Fábri                                                                      | Ungheria                                    |
| Tine                                                            | Knud Leif Thomsen                                                                 | Danimarca                                   |
| Darling                                                         | John Schlesinger                                                                  | Regno Unito                                 |
| Dosti                                                           | Satyen Bose                                                                       | India                                       |
| Friendship is Friendship                                        | Dejidiin Jigjid                                                                   | Mongolia                                    |
| Tarid el firdaos                                                | Fatin Abdel Wahab                                                                 | Egitto                                      |
| Aşk ve Kin                                                      | Turgut Demirağ                                                                    | Turchia                                     |
| Mitt hem är Copacabana                                          | Arne Sucksdorff                                                                   | Svezia                                      |
| Nguo'i chien si tre                                             | Hai Ninh e Nguyen Duk Hinh                                                        | Vietnam                                     |
| O neoi theloun na zisoun                                        | Nikos Tzimas                                                                      | Grecia                                      |
| Allarme dal cielo (Le ciel sur la tête)                         | Yves Ciampi                                                                       | Francia, Italia                             |
| No Man's Land                                                   | A. Suravijaya                                                                     | Indonesia                                   |
| Un día en el solar                                              | Eduardo Manet                                                                     | Cuba                                        |
| Le soldatesse                                                   | Valerio Zurlini                                                                   | Italia, Jugoslavia, Francia, Germania Ovest |
| Il padre del soldato (Otets soldata)                            | Rezo Chkheidze                                                                    | USA                                         |
| Gli eroi di Antropoid (Atentát)                                 | Jiří Sequens                                                                      | Cecoslovacchia                              |
| La cage de verre (Ha-kluv hazehuhit)                            | Philippe Arthuys                                                                  | Francia, Israele                            |
| Die Abenteuer des Werner Holt                                   | Joachim Kunert                                                                    | Germania Est                                |
| Il Prometeo dell'isola di Visceviza (Prometej s otoka Visevice) | Vatroslav Mimica                                                                  | Jugoslavia                                  |
| Colpo grosso ma non troppo (Le corniaud)                        | Gérard Oury                                                                       | Francia                                     |
| Vula                                                            | Nikola Korabov                                                                    | Bulgaria                                    |
| Te o tsunagu kora                                               | Susumu Hani                                                                       | Giappone                                    |
| La pérgola de las flores                                        | Román Viñoly Barreto                                                              | Argentina, Spagna                           |
| Onnelliset leikit                                               | Aito Mäkinen e Esko Elstelä                                                       | Finlandia                                   |
| Trzy kroki po ziemi                                             | Jerzy Hoffman e Edward Skórzewski                                                 | Polonia                                     |
| Al-salam al-walid                                               | Jacques Charby                                                                    | Algeria                                     |
| La capanna dello zio Tom (Onkel Toms Hütte)                     | Géza von Radványi                                                                 | Germania Ovest, Francia, Italia, Jugoslavia |
| 4x4                                                             | Palle Kjærulff-Schmidt, Klaus Rifbjerg, Rolf Clemens, Maunu Kurkvaara, Jan Troell | Danimarca, Norvegia, Finlandia, Svezia      |
| Bergwind                                                        | Eduard von Borsody                                                                | Austria                                     |

## Premi
- Grand Prix:
  - Natascia - L'incendio di Mosca, regia di Sergej Bondarčuk
  - Venti ore, regia di Zoltán Fábri
- Premi d'Oro:
  - Allarme dal cielo, regia di Yves Ciampi
  - Gli eroi di Antropoid, regia di Jiří Sequens
- Premio Speciale d'Argento: Le soldatesse, regia di Valerio Zurlini
- Premi d'Argento:
  - Trzy kroki po ziemi, regia di Jerzy Hoffman e Edward Skórzewski
  - La grande corsa, regia di Blake Edwards
- Premi:
  - Miglior Attore: Sergo Zakariadze per Il padre del soldato
  - Miglior Attrice: Sophia Loren per Matrimonio all'italiana
  - Miglior Regista: Ion Popescu-Gopo per De-aș fi... Harap Alb
  - Direttore della fotografia: Tomislav Pinter per Il Prometeo dell'isola di Visceviza
  - Al-Salam Al-Walid, regia di Jacques Charby
  - Die Abenteuer des Werner Holt, regia di Joachim Kunert
  - Vula, regia di Nikola Korabov
- Diplomi speciali:
  - Regista: Susumu Hani per Te o tsunagu kora
  - Regista: Vatroslav Mimica per Il Prometeo dell'isola di Visceviza
  - Attore: Bourvil per Colpo grosso ma non troppo
  - 4x4, regia di Palle Kjærulff-Schmidt, Klaus Rifbjerg, Rolf Clemens, Maunu Kurkvaara e Jan Troell
- Diplomi:
  - Attrice: Ljudmila Savel'eva per Natascia - L'incendio di Mosca
  - Attrice: Julie Christie per Darling
- Premio FIPRESCI:
  - Venti ore, regia di Zoltán Fábri
  - Dvoye, regia di Mikhail Bogin